# Seznam stavb in objektov v Parizu
Seznam stavb in objektov v Parizu.

## A
- Arc de Triomphe du Carrousel
- Avenue de l'Opéra

## B
- Bastilja (Bastille)
- Bazilika Srca Jezusovega, Pariz (Basilique du Sacré-Cœur)

## C
- Comédie-Française
- Clunyjski muzej (Musée de Cluny)
- Conciergerie
- Cerkev Saint Pierre de Montmartre
- Pompidoujev center (Centre Pompidou)

## D
- La Défense

## E
- Eifflov stolp
- Elizejske poljane (Les Champs-Élysées)

## G
- Grand Palais
- Gare du Nord
- Grande Arche de la Défense

## H
- Hôtel de Rambouillet
- Hôtel-Dieu

## L
- Les Invalides
- Les Halles
- Louvre (Musée du Louvre)
- l'Église du Dôme
- Luksemburška palača
- Louvrska palača
- La Madeleine
- Louvrska piramida

## M
- Moulin Rouge
- Muzej sodobne umetnosti (Musée d'Art Moderne)
- Narodni muzej mornarice
- Marsova polja (Champ-de-Mars)
- Muzej dekorativnih umetnosti (Musée des Arts Decoratifs)
- Matignonska palača
- Moulin de la Galette

## O
- Opéra-Comique
- Orsayjski muzej (Musée d'Orsay)
- Opéra Bastille

## P
- Kraljeva palača (Palais Royal)
- Panteon, Pariz
- Pont Neuf
- Pont des Arts
- Passage des Panoramas
- Place de la Bastille
- Pokopališče Père-Lachaise
- Parvis Notre-Dame – Trg Janeza Pavla II.
- Place Dauphine
- Place Charles de Gaulle
- Place de la Concorde
- Palača Garnier
- Pariška filharmonija
- Petit Palais
- Pont Alexandre III.
- Pont de la Concorde (Pariz)

## R
- Rue de Rivoli

## S
- Stolnica Notre-Dame
- Stolnica sv. Štefana
- Stolnica sv. Dionizija, Saint-Denis
- Sainte-Chapelle
- Slavolok zmage (Arc de Triomphe)
- Stolp Montparnasse
- Stolp First
- Stolp Jean-sans-Peur
- Steber Vendôme
- Sodna palača, Pariz (Palais de Justice)
- Sorbonne

## T
- Tuilerijska palača
- Tuilerijski vrtovi
- Place de la Concorde
- Trg Vendôme (Place Vendôme)

## V
- Vojaški muzej (Musée de l'Armée)